# Maciel Lima Barbosa da Cunha
Maciel Lima Barbosa da Cunha (Caxias do Sul, 29 de Novembro de 1978) é um ex-futebolista brasileiro que atuava como atacante.
Depois de ter atuado algumas épocas no Campeonato português de futebol, jogou na Cabofriense. 

## Títulos
Porto
- Copa Intercontinental: 2004
- Liga dos Campeões da UEFA: 2003/04
- Campeonato Português: 2002/03, 2003/04
- Supertaça de Portugal: 2002/03, 2003/04
- Copa BES: 2003/04
- Campeonato Paranaense: 2005

Sobradinho
- Campeonato Brasiliense: 2018